# Ponte Marechal Hermes da Fonseca
A Ponte Marechal Hermes da Fonseca é uma ponte ferroviária e um dos principais pontos turísticos da cidade de Pirapora, Minas Gerais. Localizada sobre o rio São Francisco, a ponte Marechal Hermes foi tombada como patrimônio histórico de Pirapora em 1995.